# 巨勢野足
巨勢 野足（こせ の のたり）は、平安時代初期の公卿。姓は朝臣。巨勢氏の嫡流。参議・巨勢堺麻呂の孫で、左中弁・巨勢苗麻呂の長男。官位は正三位・中納言。勲等は勲三等。

## 経歴
延暦8年（789年）従五位下・陸奥鎮守副将軍に叙任されて以降、延暦10年（791年）には坂上田村麻呂らと共に征夷副使に任ぜられ、のち陸奥介・下野守を兼ねるなど、桓武朝中盤は蝦夷征討を担当する。また、延暦14年（795年）には越階の昇叙により正五位下となっている。
延暦19年（800年）兵部大輔に任ぜられて以降、桓武朝末から平城朝にかけて、中衛少将・左衛士督・左兵衛督・左近衛中将と京官の武官を歴任し、大同2年（807年）の伊予親王の変では左近衛中将・安倍兄雄と共に左兵衛督として150名の兵を率いて伊予親王邸を包囲している。またこの間の延暦21年（802年）従四位下、大同3年（808年）従四位上と昇進している。
大同4年（809年）嵯峨天皇の即位に伴って正四位下に昇叙され、翌大同5年（810年）3月に蔵人頭が設置されると、左衛士督・藤原冬嗣と共に初代蔵人頭に任ぜられている。同年9月に発生した薬子の変に際しては、固関使として鈴鹿関に派遣され、まもなく参議に中務大輔を兼ね公卿に列した。また乱での功労により勲三等の叙勲も受けた。こののちも嵯峨天皇に重んぜられて順調に昇進し、弘仁2年（811年）従三位・右近衛大将、弘仁3年（812年）には中納言に任ぜられ、太政官にて右大臣・藤原園人、中納言・藤原葛野麻呂に次ぐ席次を占めた。
弘仁7年（816年）12月1日に正三位に叙せられるが、同月14日薨去。享年68。最終官位は中納言正三位。

## 人物
鷹狩や犬を愛好したという。

## 官歴
注記のないものは『六国史』による。
- 時期不詳：正六位上
- 延暦8年（789年） 10月21日：従五位下。10月23日：陸奥鎮守副将軍
- 延暦10年（791年） 7月13日：征夷副使
- 延暦11年（792年） 9月27日：兼陸奥介[3]
- 延暦14年（795年） 2月：正五位下[3]
- 延暦15年（796年） 10月27日：下野守
- 延暦19年（800年） 7月：兵部大輔[3]
- 延暦20年（801年） 11月：従四位下[3]
- 延暦21年（802年） 4月25日：兼内蔵頭[3]
- 延暦23年（804年） 1月24日：兼下野守
- 延暦25年（806年） 2月16日：左衛士督（下野守兼帯）。4月18日：左兵衛督。5月24日：兼左京大夫[3]
- 大同2年（807年） 8月14日：兼侍従[3]
- 大同3年（808年） 正月25日：従四位上。5月14日：兼近江守。11月4日：春宮大夫
- 大同4年（809年） 4月13日：正四位下。4月14日：左近衛中将[4]、止春宮大夫
- 大同5年（810年） 正月11日：止近江守[4]。3月10日：蔵人頭[3]。9月11日：参議[3]、左中将如元[4]。9月16日：中務大輔。10月2日：兼備中守
- 弘仁2年（811年） 6月1日：従三位、右近衛大将、止中務大輔[4]。7月23日：兼備前守
- 弘仁3年（812年） 正月12日：中納言、止備前守[4]
- 弘仁6年（815年） 正月10日：陸奧出羽按察使
- 弘仁7年（816年） 12月1日：正三位

## 系譜
- 父：巨勢苗麻呂[3]
- 母：不詳